# Подія (фільм, 2015)
«Подія» (рос. «Событие») — нідерландсько-бельгійський документальний фільм, знятий Сергієм Лозницею. Стрічка розповідає про Серпневий путч 1991 року, коли на Двірцеву площу Ленінграда вийшли тисячі людей на підтримку демократичних сил.
Світова прем'єра кінострічки відбулась 5 вересня 2015 року поза конкурсом Венеційського кінофестивалю. Також фільм показали на міжнародному кінофестивалі в Торонто. Прем'єра в Україні відбулась 28 жовтня 2015 року в рамках Спеціальних подій київського міжнародного кінофестивалю «Молодість». В український широкий прокат фільм вийшов 5 листопада 2015 року.
29 жовтня 2015 року «Подія» на міжнародному фестивалі документального кіно DOK Leipzig здобула нагороду «Лейпцігське кільце».

## Сюжет
Стрічка розповідає про три дні в Ленінграді в серпні 1991 року, коли на Двірцеву площу міста вийшли тисячі людей на підтримку демократичних сил. В перший день 19 серпня — людей мало, але наступного дня — величезний натовп, близько півмільйона чоловік. Мітингарі будують барикади на підступах до Ленінградської міської ради, роздаються листівки з логотипом газети «Час пік», Анатолій Собчак з вікна підбадьорює людей на площі, поети декламують революційні вірші. Собчак знову звертається до людей, а поруч з ним його помічник Володимир Путін. На третій день Державний комітет з надзвичайного стану зазнає поразки в Москві, а Анатолій Собчак в Ленінграді оголошує про перемогу і заявляє, що радянські прапори будуть замінені на російські триколори. В кінці промови він говорить: «Спасибі вам велике за підтримку, а зараз повертайтеся на свої робочі місця». Молодик знімає червоний прапор, а тим часом інші опечатують Будівлю Смольного, де знаходився КПРС.

## Виробництво
— Режисер Сергій Лозниця
Фільм «Подія» змонтований з кадрів хроніки, знятої шістьма режисерами кіностудії «Лендокфільм» під час серпневого путчу 1991 року в Ленінграді. Режисер Сергій Лозниця давно бачив ці кадри, але повернувся до них після завершення своєї попередньої стрічки «Майдан», коли подивився їх знову вже «іншими очима». «Майдан був розпочатий людьми. Там згори робили дурниці, які мали дуже серйозний відгук і відгомін. А тут у 1991 році цю революцію почали згори, а люди нічого не розуміли», — заявив Лозниця про різницю між цими подіями. Він наголосив, що кадрів тих подій збереглося дуже мало, і все, що до цього бачили, то «або чиїсь VHS-камери, або це знімало телебачення». За словами режисера, кадри подій в Москві були опечатані, а ленінградські — збереглися, не дивлячись на радянську систему дозволів, і з них було зроблено три журнали. Один із цих журналів Лозниця використовує в стрічці. Усього було знято близько трьох годин матеріалів, як репортаж про події серпня 1991 року.

## Визнання
| Нагороди та номінації фільму «Подія» | Нагороди та номінації фільму «Подія»                   | Нагороди та номінації фільму «Подія» | Нагороди та номінації фільму «Подія» | Нагороди та номінації фільму «Подія» | Нагороди та номінації фільму «Подія» |
| Рік                                  | Кінопремія / Кінофестиваль                             | Категорія / Нагорода                 | Номінант                             | Результат                            |                                      |
| ------------------------------------ | ------------------------------------------------------ | ------------------------------------ | ------------------------------------ | ------------------------------------ | ------------------------------------ |
| 2014                                 | Міжнародний фестиваль документального кіно DOK Leipzig | Нагорода «Лейпцігське кільце»        | «Подія»                              | Перемога                             |                                      |